# Stazione di Bellavista
La stazione di Bellavista è una stazione ferroviaria che esplica solo servizio merci per il vicino stabilimento industriale dell'ILVA della città di Taranto.
Da essa si dirama un raccordo che la interconnette direttamente con la Ferrovia Jonica a poca distanza dal P.M. Cagioni, evitando ai treni merci (che sono diretti verso Gioia Tauro) l'ingresso nella stazione di Taranto.
Dal 1919 si diramava inoltre una linea a binario singolo fino a Nasisi, prevalentemente usata per servizio merci fino alla sua chiusura nel 1943 e in seguito (fino al 1985) utilizzata come raccordo industriale per il polo siderurgico.